# De Torenflat
De Torenflat is een flatgebouw in de wijk Vollenhove van de Nederlandse plaats Zeist. 

## Geschiedenis
De flat is in 1976 gebouwd,  heeft negentien verdiepingen en biedt ruimte aan 484 woningen. De naam verwijst naar de hoogte van het gebouw en is in de weide omgeving zichtbaar. De bewonersgroep waren Amerikaanse piloten die trainden op vliegbasis Soesterberg. Mede hierdoor heeft de flat enkele Amerikaanse elementen, zoals het ontbreken van een etage nul (de nummering gaat van -1 naar 1). De flat is opgedeeld in zowel huur- als koop-appartementen. Onderaan de flat is een medisch centrum gevestigd, waarbij onder andere huisartsen, een fysiotherapeut, een apotheek, een psycholoog en diëtist zijn gevestigd. Ook bevindt zich er een wijkcentrum, genaamd 't Volle Hof, waar regelmatig activiteiten voor de hele buurt (de Laan van Vollenhove én de Pedagogenbuurt) worden georganiseerd . 
De flat was in eigendom van verscheidende eigenaars, zoals SGGB, woningcorporatie Vestia en het Duitse Patrizia. Sinds 2019 is het gebouw in handen van een diversiteit aan eigenaars, en wordt het beheer van gemeenschappelijke ruimtes en zaken gedaan door de Vereniging van Eigenaars (VvE). Het beheer is in handen van Schep Vastgoedmanagers, waaronder een dagelijks aanwezige huismeester en schoonmaker.  Er is naast een VvE ook een huurvereniging actief.

### Renovatie
Van 2008 tot en met 2010 is de flat grondig gerenoveerd waarbij een buitengevel is toegevoegd. Hierdoor werd de flat veel beter geïsoleerd en verbeterde het energielabel van F naar C. Deze renovatie heeft onder andere een European Aluminium in Renovation Award opgeleverd. In 2020 hebben ook de entree en het medisch centrum een flinke renovatie gekregen waarbij de entree is gemoderniseerd.